# Xiangyang, Fujian
Xiangyang (kinesiska: 向阳) är en socken i sydöstra Kina. Den ligger i Nan'an i staden Quanzhou i provinsen Fujian, omkring 120 kilometer sydväst om provinshuvudstaden Fuzhou. Antalet invånare är 7901. Befolkningen består av 3 842 kvinnor och 4 059 män. Barn under 15 år utgör 17,0 %, vuxna 15-64 år 72 %, och äldre över 65 år 9,0 %.